# Koperszadzka Bramka

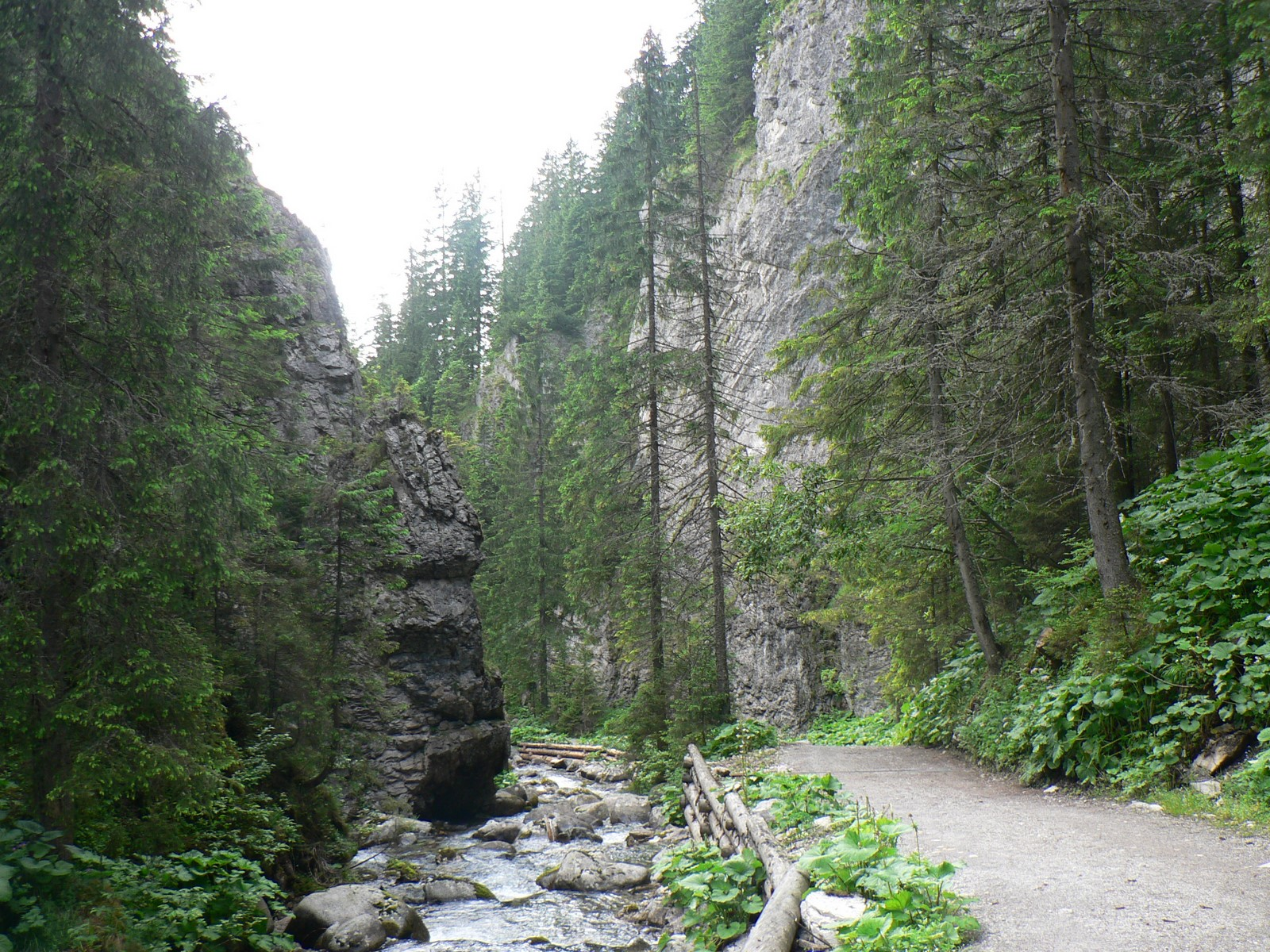
Koperszadzka Bramka

Koperszadzka Bramka (słow. Branka) – ciasny wąwóz w Dolinie Zadnich Koperszadów w słowackich Tatrach Bielskich. Na wysokości 1250 m płynący dnem doliny Koperszadzki Potok w wapiennych skałach Tatr Bielskich wyżłobił krótki, ale ciasny wąwóz o pionowych ścianach. Prowadzi nim droga jezdna, a nią szlak turystyczny (od Polany pod Muraniem około 25 min marszu).

## Szlaki turystyczne
– niebieski z Jaworzyny Tatrzańskiej przez Rozdroże pod Muraniem, Polanę pod Muraniem i przez całą długość Doliny Zadnich Koperszadów na Przełęcz pod Kopą. Czas przejścia: do Rozdroża pod Muraniem 40 min, ↓ 40 min, stąd na Przełęcz pod Kopą 2:30 h, ↓ 2 h.